# Pieczareczka brązowołuseczkowata

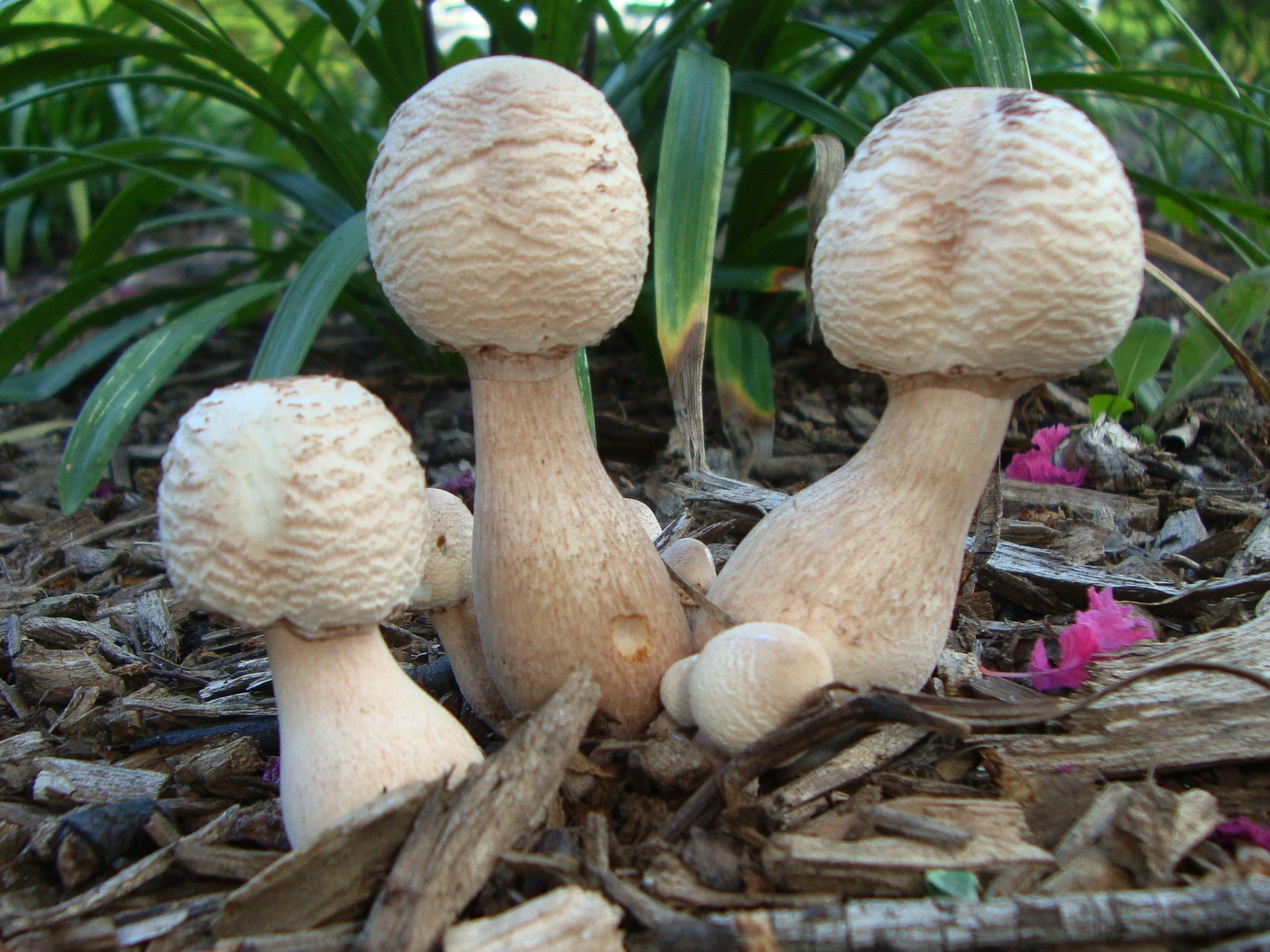

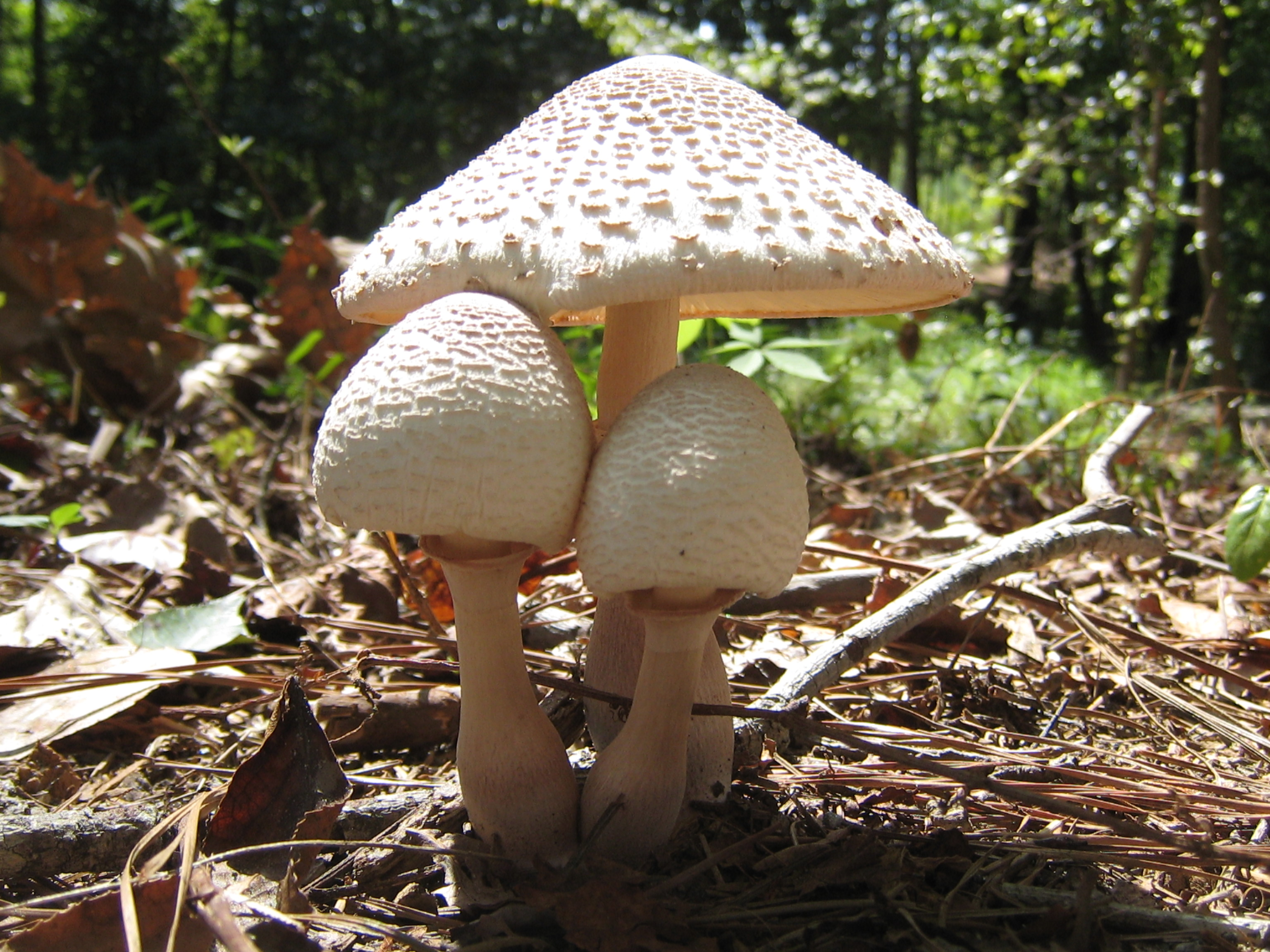

Pieczareczka brązowołuseczkowata, pieczareczka amerykańska (Leucoagaricus americanus (Peck) Vellinga) – gatunek grzybów z rodziny pieczarkowatych (Agaricaceae).

## Systematyka i nazewnictwo
Pozycja w klasyfikacji według Index Fungorum:  Leucoagaricus, Agaricaceae, Agaricales, Agaricomycetidae, Agaricomycetes, Agaricomycotina, Basidiomycota, Fungi.
Po raz pierwszy takson ten opisał w roku 1872 Charles Horton Peck nadając mu nazwę Agaricus americanus. Obecną, uznaną przez Index Fungorum nazwę nadał mu w roku 2000 Else C. Wellinga.
Synonimów nazwy naukowej ma kilkanaście. Niektóre z nich:
- Leucoagaricus bresadolae (Schulzer) Bon & Boiffard 1977
- Leucoagaricus bresadolae (Schulzer) Bon & Boiffard 1977 var. bresadolae
- Leucoagaricus bresadolae var. cookeianus Bon 1993
- Leucocoprinus americanus (Peck) Redhead 1979
- Leucocoprinus bresadolae (Schulzer) Wasser 1978
- Leucocoprinus bresadolae (Schulzer) M.M. Moser 1967[2].

Atlas grzybów podał nazwę pieczareczka amerykańska, Komisja ds. Polskiego Nazewnictwa Grzybów przy Polskim Towarzystwie Mykologicznym w 2024 r. nadała mu polską nazwę pieczareczka brązowołuseczkowata.

## Morfologia
Kapelusz
Średnica 3–12 cm, u młodych okazów kulisty, później półkulistołukowaty, na koniec płaski, często z garbem na środku. Powierzchnia początkowo gładka, potem coraz bardziej złuszczająca się. Początkowo ma barwę od białawej do brązowej, potem różowobrązową. Łuski czerwonobrązowe.
Blaszki
Gęste, wolne, u młodych okazów białe, potem różowawe, w końcu czerwonobrązowe.
Trzon
Wysokość 4,5–12 cm, grubość 1–4 cm, kształt walcowaty, w dolnej części wyraźnie nabrzmiały. Powierzchnia naga lub drobno jedwabista, początkowo biaława, potem coraz bardziej czerwonawa, w końcu czerwonobrązowa. Po uszkodzeniu zmienia barwę na żółtą, potem czerwonawą. Posiada wysoki, podobny do kołnierza, zwisający pierścień, początkowo biały, potem plamisto czerwonawy. U podstawy trzonu biała grzybnia z cienkimi sznurami grzybniowymi.
Miąższ
Gruby, biały, po przekrojeniu powoli barwiący się na żółto, po wysuszeniu czerwony. Bez wyraźnego zapachu i smaku.
Cechy mikroskopowe
Wysyp zarodników biały, zarodniki elipsoidalne, o rozmiarach 9–11 × 6–7 μm, gładkie z małą ilością porów, amyloidalne. cheilocystydy maczugowate lub wrzecionowate o rozmiarach 50-85 × 7,5–23 μm. Pleurocystyd brak. Strzępki w KOH barwią się na brązowo. Komórki w skórce kapelusza o średnicy 3–25 μm, hialinowe do brązowych, strzępki końcowe cylindryczne lub zwężające się.

## Występowanie
Najwięcej stanowisk podano w Ameryce Północnej. Jest tutaj szeroko rozprzestrzeniony, ale częściej spotykany na wschód od Gór Skalistych. Notowany jest także w niektórych krajach Europy i w Nowej Zelandii. W Polsce gatunek ten był nieznany, brak go w wykazie wszystkich grzybów wielkoowocnikowych W. Wojewody z 2003 r. Po raz pierwszy jego występowanie w Polsce podał Błażej Gierczyk w 2011 r.
Saprotrof rosnący pojedynczo, w rozproszeniu lub stadnie na zrębkach, w pobliżu wysypisk odpadów, na siedliskach ruderalnych i na pniakach. Sporadycznie pojawia się w lesie, gdzie rośnie na pniakach lub wokół martwych drzew. Owocniki wytwarza od lata do jesieni.